# Euphorbia hadramautica
Euphorbia hadramautica är en törelväxtart som beskrevs av John Gilbert Baker. Euphorbia hadramautica ingår i släktet törlar, och familjen törelväxter. Inga underarter finns listade i Catalogue of Life.